# Oncidium boothianum
Oncidium boothianum är en orkidéart som beskrevs av Heinrich Gustav Reichenbach. Oncidium boothianum ingår i släktet Oncidium och familjen orkidéer. Inga underarter finns listade i Catalogue of Life.